# Raoul-Adrien Fréard du Castel
Pour les articles homonymes, voir Fréard.
Raoul-Adrien Fréard du Castel (Bayeux, 1696 – 16 mars 1766) est un géomètre français.
Issu d’une famille de noblesse d’ancien régime originaire du Bessin, Raoul-Adrien Fréard du Castel fait partie de l’élite normande du siècle des Lumières. Il a fait édifier le bel hôtel particulier (1765-1770 ? cf. livre de Ch. Huet cité infra p. 152) qui porte son nom et qui existe toujours rue de la Gambette à Bayeux. Il était géomètre et passionné de botanique.

## Œuvres
Il a écrit :
- Éléments de la géométrie d’Euclide, réduits à l’essentiel de ses principes, pour appliquer facilement la théorie de cette science à la pratique, éditions Jean-Baptiste Samson, Saint Maur, 1740 ;
- L’école du jardinier fleuriste, éditions Panckoucke, Paris, 1764 (cf. pour ce dernier livre les mentions de Christianne Huet dans son ouvrage  Bayeux au siècle des Lumières, pages 128 et 134, éditions la Mandragore, Paris, 2001). réédition 1779 à Amsterdam avec corrections et complément par un membre anonyme de la société économique de Berne (un descendant de Fréard a émigré en Suisse puisqu'on trouve une descendante -épouse d'un sieur Scott- en Australie vers 1830, originaire de Suisse).